# Dzi
Dzi – połączenie liter używane w ortografii współczesnego języka polskiego, mające kilka realizacji fonetycznych. W zależności od położenia oraz budowy słowotwórczej wyrazu może być:
- trójznakiem, odczytywanym jako głoska [d͡ʑ] (w alfabecie slawistycznym: [ʒ́]), np. nadzieja
- dwuznakiem i literą, co odczytywane jest jako połączenie głosek [d͡ʑ] + [i] (w alfabecie slawistycznym: [ʒ́] + [i]), np. nadziwić się
- literą i dwuznakiem, co odczytywane jest jako połączenie głosek [dʲ] + [ʑ] (w alfabecie slawistycznym: [dʹ] + [ź]), np. nadziemny
- połączeniem trzech liter, odczytywanych jako trzy głoski [dʲ] + [ʑ] + [i] (w alfabecie slawistycznym: [dʹ] + [ź] + [i]), np. przedzimowy

Najczęściej dzi odczytywane jest albo jako pojedyncza głoska [d͡ʑ] (np. dziadek, dzień), albo jako połączenie [d͡ʑi] (np. dziwny, dzik). W tym pierwszym przypadku występuje wyłącznie przed samogłoskami w obrębie tego samego wyrazu (np. dziób), natomiast przed spółgłoskami oraz na końcu wyrazu dźwięk [d͡ʑ] zapisywany jest jako dź (np. niedźwiedź).